# Emily Alyn Lind

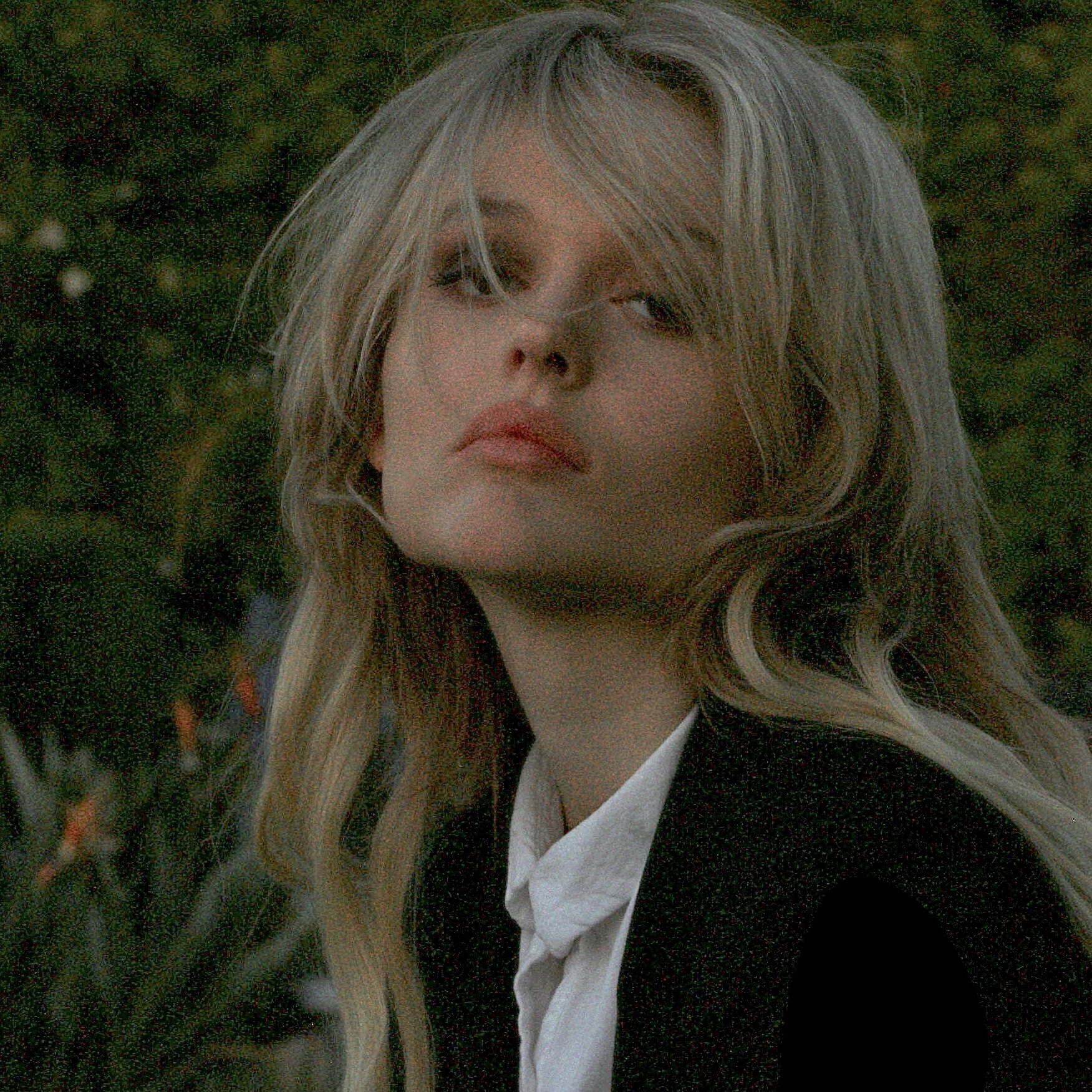
Emily Alyn Lind (2020)

Emily Alyn Lind (* 6. Mai 2002) ist eine US-amerikanische Schauspielerin.

## Karriere
Emily Alyn Lind gab ihr Debüt 2008 in Die Bienenhüterin. Ein Jahr darauf erschien mit ihr Enter the Void. Im Jahr 2010 spielte sie in Wer ist Clark Rockefeller? und in den Fernsehserien Medium – Nichts bleibt verborgen, All My Children, Flashpoint – Das Spezialkommando und Criminal Minds. 2011 spielte sie in J. Edgar die Schauspielerin Shirley Temple. Des Weiteren nahm sie eine Rolle in der Serie Revenge auf, welche sie über 14 Episoden bis 2013 spielte. 2012 wirkte sie in einer Folge Hawaii Five-0 mit. 2013 spielte sie in Movie 43 und in der Serie Suburgatory. Im Jahr 2017 spielte sie in der Horrorkomödie The Babysitter mit, ebenso in der Fortsetzung The Babysitter: Killer Queen (2020).
In der Neuauflage von Gossip Girl ist sie als Audrey Hope zu sehen.

## Familie
Emily hat zwei Schwestern, Natalie und Alyvia. Sie ist Tochter der Schauspielerin Barbara Alyn Woods und des Regieassistenten und Filmproduzenten John Lind.

## Filmografie (Auswahl)

### Filme
- 2008: Die Bienenhüterin (The Secret Life of Bees)
- 2009: Enter the Void
- 2010: Blood Done Sign My Name
- 2010: Wer ist Clark Rockefeller? (Who is Clark Rockefeller?)
- 2010: Weihnachten des Herzens (November Christmas)
- 2010: Auch Liebe wird erwachsen (Sundays at Tiffany’s)
- 2011: J. Edgar
- 2011: Prep & Landing: Naughty vs. Nice (Kurzfilm)
- 2012: Um Klassen besser (Won’t Back Down)
- 2012: Beautiful People
- 2013: Movie 43
- 2013: Das Haus der Dämonen 2 (The Haunting in Connecticut 2: Ghosts of Georgia)
- 2013: All American Christmas Carol
- 2013: Dear Dumb Diary
- 2014: Love Me Like You Do – Aus Schicksal wird Liebe (Jackie & Ryan)
- 2015: Hidden – Die Angst holt dich ein (Hidden)
- 2016: Lights Out
- 2017: The Babysitter
- 2018: Replicas
- 2019: Doctor Sleeps Erwachen (Doctor Sleep)
- 2020: The Babysitter: Killer Queen
- 2021: Every Breath You Take
- 2024: Ghostbusters: Frozen Empire

### Serien
- 2009: Zeit der Sehnsucht (Days of our Lives, eine Episode)
- 2009: Eastwick (4 Episoden)
- 2010: Medium – Nichts bleibt verborgen (Medium, Episode 6x18 There Will Be Blood... Type B)
- 2010: All My Children (16 Episoden)
- 2010: Flashpoint – Das Spezialkommando (Flashpoint, Episode 3x06 Jumping at Shadows)
- 2010: Criminal Minds (Episode 6x09 Into the Woods)
- 2011–2013: Revenge (14 Episoden)
- 2012: Hawaii Five-0 (Episode 3x10 Huaka'i Kula)
- 2014: Suburgatory (Episode 3x10 No, You Can't Sit with Us)
- 2014: Mind Games (Episode 1x11 No, Embodied Cognition)
- 2015–2018: Code Black (16 Episoden)
- 2016: Rush Hour (Episode 1x09 Prisoner of Love)
- 2019: Future Man (Episode 2x10 Exes and OS)
- 2020: Sacred Lies (10 Episoden)
- 2021–2023: Gossip Girl (22 Episoden)
- 2025: Solange wir lügen (We Were Liars)